# Batesville (Indiana)
Pour les articles homonymes, voir Batesville.
Batesville est une ville des États-Unis située en partie sur le territoire du comté de Franklin et en partie sur celui du comté de Ripley (État d'Indiana). 
La population de la ville était de 6 520 habitants au recensement de 2010.